# بارکر، شهرستان نیاگارا، نیویورک
بارکر (به انگلیسی: Barker) یک روستا در ایالات متحده آمریکا است که در نیویورک واقع شده‌است. بارکر ۱٫۱ کیلومتر مربع مساحت و ۵۳۳ نفر جمعیت دارد و ۱۰۰ متر بالاتر از سطح دریا واقع شده‌است.